# Onthophagus latenasutus
Onthophagus latenasutus är en skalbaggsart som beskrevs av Gilbert John Arrow 1941. Onthophagus latenasutus ingår i släktet Onthophagus och familjen bladhorningar. Inga underarter finns listade i Catalogue of Life.